# 옹알이

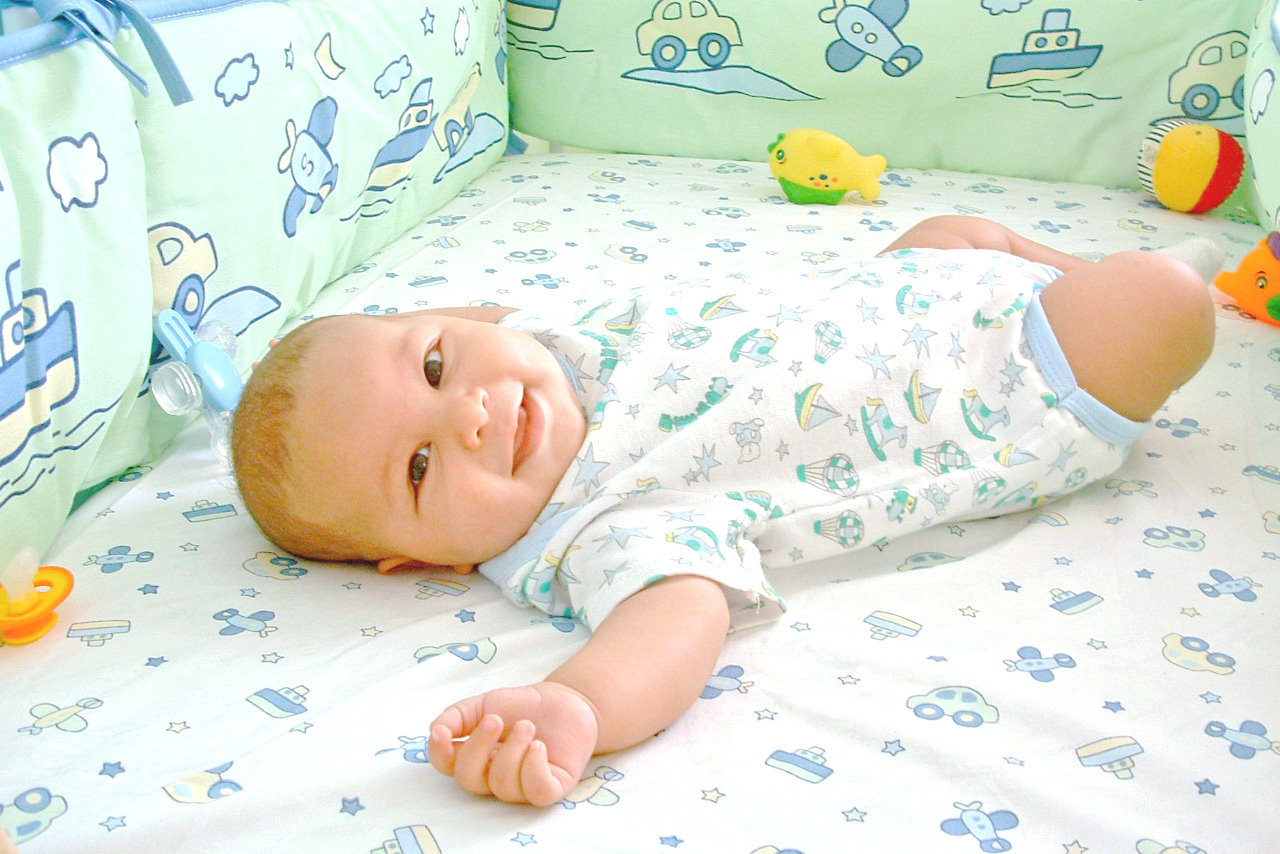
대략 5~7개월 된, 옹알이를 하는 아기

옹알이(babbling)는 아직 말을 못 하는 어린아이가 혼자 입속말처럼 자꾸 소리를 내는 것을 말한다. 아기는 구체적인 단어 및 문장을 말하기 이전에 되풀이하여 동일한 또는 다양한 소리를 낸다. 아기가 소리를 분명히 발음하려고 시도 하는 것으로도 보이지만, 초반에는 특정한 의미가 있는 것은 아니다. 
아기는 영아기 초기에 자신의 목소리를 발견한다. 그리고 생후 4~6개월경에 옹알이를 시작하며 점차 다양한 소리를 내면서 이를 즐긴다. 옹알이는 단순한 울음 소리가 아닌 발성 놀이로서, 이것이 강화되며 계속해서 옹알이를 하게 된다. 아기는 옹알이를 통해 발성연습을 하는데, 초기에는 자기소리를 모방하고 9개월 전후하여 타인의 소리를 모방하기 시작한다. 성인들과 접촉하면서 자기가 속한 집단의 모국어에서 쓰는 소리를 배워나가게 되는 것이다. 일반적으로 12개월쯤 경과하면 모국어의 고유한 소리들을 내기 시작하며 알아들을 만한 단어를 한두마디 발설하기도 한다. 하지만 옹알이는 그 후에도 한동안 계속된다.
옹알이는 상대방의 반응에 따라 달라지며, 성인의 말소리를 듣고 흉내내는 과정에서 다양한 소리로 나타난다. 그러나 상대방의 반응이 없을 경우 빈도가 줄어든다. 옹알이 시기는 영아 스스로 발성 및 조음 기관을 경험하며 조절 능력을 키워가는 시기이며, 청력과 인지 발달에 있어서 중요한 시기다.
처음 한 해 동안은 옹알이에 수반되는 물리적 구조들이 발달한다. 소리는 확장되고 발성이 실제 한두마디 단어로 이어지는 등의 여러 단계를 걸쳐 발전한다. 옹알이는 이후의 언어 발달에 커다란 영향을 미치게 된다.  

## 동물
언어는 인간에게만 고유하다는 것에 대한 반대 의견이 있으나, 옹알이의 경우 사람에게만 고유한 것은 아니다. 수많은 동물들은 인간의 유아와 비슷한 대역의 소리를 낸다. 이 소리 대역은 수많은 종들 중 어린놈들이 소리를 내는 실험을 하거나 소리 행위를 연습하기 위해 사용된다. 인간의 유아와 비슷하게 동물의 옹알이는 생리학적 발달에 국한된다.

## 같이 보기
- 유아어
- 방언 (종교)